# 金城銀行
金城銀行（きんじょうぎんこう）は、明治期から大正期の私立銀行で、愛知県名古屋市に本店があった。
江尻彦左衛門らの発起により1894年（明治27年）に、愛知県名古屋市を本店に設立。資本金は10万円（払込済2万5千円）。初代頭取には中村次郎太が就任。1906年（明治39年）には宝飯貯蔵銀行（金城貯蔵銀行に改称）を傘下に収め、当行の貯蓄部門を同行に統合。1917年（大正6年）に名古屋銀行（東海銀行の前身の一つ）に吸収合併され歴史の幕を閉じた。

## 沿革
- 1894年（明治27年）6月26日：設立
- 1894年（明治27年）8月15日：開業
- 1906年（明治39年）8月26日：宝飯貯蔵銀行を傘下
- 1917年（大正6年）4月15日：名古屋銀行に合併される

## 合併時の店舗等
- 本店

愛知県名古屋市東区赤塚町11番地
- 支店（4支店）

勝川、中市場、牛久保、西尾
- 出張店（3箇所）
- 資本金：24万円（合併に際し40万円から減資）
- 頭取：中村与右衛門